# Xu Demei
Xu Demei (née le 23 mai 1967 à Zhejiang) est une athlète chinoise spécialiste du lancer du javelot.
Vainqueur des Championnats d'Asie d'athlétisme 1991 avec un lancer à 59,84 m, elle remporte quelques semaines plus tard la finale des Championnats du monde de Tokyo en établissant la meilleure performance de sa carrière avec 68,78 m. Elle devance finalement les Allemandes Petra Meier et Silke Renk. 

## Palmarès
| Date | Compétition           | Lieu         | Résultat | Performance |
| ---- | --------------------- | ------------ | -------- | ----------- |
| 1989 | Championnats d'Asie   | New Delhi    | 2e       | 57,32 m     |
| 1990 | Jeux asiatiques       | Pékin        | 2e       | 61,92 m     |
| 1991 | Championnats d'Asie   | Kuala Lumpur | 1re      | 59,84 m     |
| 1991 | Championnats du monde | Tokyo        | 1re      | 68,78 m     |
| 1992 | Jeux olympiques       | Barcelone    | 14e      | 59,98 m     |